# صيدناني
الصَّيْدَنانيّ أو الصَيْدَن (الاسم العلمي: Tamias) (بالإنجليزية: Chipmunk)‏ هو جنس من الحيوانات يتبع الفصيلة السنجابية من رتبة القوارض. هو حيوان قارض صغير مخطط، يعيش في جحور على شكل أنفاق في قارتي آسيا وأمريكا الشمالية. ويقتات على البذور وثمار الجوز، التي يجمعها ويخزنها في أنفاقه. ويظل في سُبات خلال معظم فصل الشتاء، لكنه يصحو في الأيام الدافئة، ويأكل من طعامه المخزون.

## ملاحظة حول الاسم
ورد في لسان العرب التالي: «...فالصيدن والصيدناني واحد.» و«...الصيدن دويبة تعمل لنفسها بيتا في الأرض وتعميه.»

## وصفه
ويبلغ طوله، مع الذيل، 20سم وله خطوط فاقعة الألوان يحدّها لون أسود، على الوجه والظهر، والجوانب أما بقية ظهره وأرجله وذيله، فذات لون بنيِّ مائل إلى الاحمرار، وبطنه رمادي فاقع، أو أبيض اللون. كما أن له جيوباً في شدقيه يستخدمها في حمل البذور وثمار الجوز إلى نفقه. ويعيش بهذا الطعام خلال فصل الشتاء.

## التكاثر
معظم إناث الصَّيْدَناني تلد ما يتراوح بين اثنين وثمانية صغار، مرتين في العام. ويمكن أن يعيش الحيوان منها عامين أو ثلاثة أعوام، إن لم يقع فريسة للجوارح أو بعض الحيوانات آكلة اللحوم، كابن عرس والقاقُم الأوروبي.